# جيرهارد فينكلر (متسابق بياثل)
جيرهارد فينكلر (بالألمانية: Gerhard Winkler)‏ هو متسابق بياثل ألماني، ولد في 17 يناير 1951 في Langewiese ‏ في ألمانيا.

## وصلات خارجية
- جيرهارد فينكلر على موقع أوليمبيديا (الإنجليزية)